# Stiring-Wendel
Stiring-Wendel är en kommun i departementet Moselle i regionen Grand Est (tidigare regionen Lorraine) i nordöstra Frankrike. Kommunen ligger i kantonen Stiring-Wendel som tillhör arrondissementet Forbach. År 2022 hade Stiring-Wendel 11 048 invånare.

## Befolkningsutveckling
Antalet invånare i kommunen Stiring-Wendel
| Referens: INSEE |